# 佐久間佳枝
佐久間 佳枝（さくま かえ、1963年10月 - ）は、日本の検察官。福岡県出身。

## 略歴
- 1982年 福岡県立修猷館高等学校卒業[1]
- 九州大学法学部卒業
- 1995年4月 検事任官[2]
- 2010年4月 司法研修所教官
- 2013年9月 内閣官房法曹養成制度改革推進室参事官
- 2015年9月 東京地方検察庁刑事部副部長
- 2017年6月 法務省人権擁護局総務課長
- 2019年4月 法務省大臣官房施設課長
- 2020年7月 東京地方検察庁総務部長
- 2021年1月 東京高等検察庁総務部長
- 2021年7月 司法試験委員会委員[3]
- 2022年6月 山形地方検察庁検事正[2]
- 2024年1月 最高検察庁検事[4]